# I Am Music Tour
Tournées par Lil Wayne Nicki Minaj
America's Most Wanted Tour 
(2009)
Le I Am Music Tour est une tournée du rappeur américain Lil Wayne, avec en invitée spéciale Nicki Minaj. La tournée fut la promotion de son album grandement récompensé aux Grammy Awards Tha Carter III.
La tournée se terminera par le America's Most Wanted Tour produite par le label de Wayne, Young Money Entertainment, et établira un record pour le hip-hop avec 42 millions de dollars majorés.

## Premières parties
- Nicki Minaj
- Rick Ross
- Travis Barker
- Keyshia Cole
- Porcelain Black
- T-Pain

## Dates de la tournée
| Date             | Ville               | Pays       | Lieu                           |
| ---------------- | ------------------- | ---------- | ------------------------------ |
| 14 décembre 2008 | Miami               | États-Unis | American Airlines Arena        |
| 16 décembre 2008 | Houston             | États-Unis | Toyota Center                  |
| 19 décembre 2008 | Dallas              | États-Unis | American Airlines Center       |
| 21 décembre 2008 | Los Angeles         | États-Unis | Gibson Amphitheatre            |
| 22 décembre 2008 | Los Angeles         | États-Unis | Gibson Amphitheatre            |
| 23 décembre 2008 | Oakland             | États-Unis | Oracle Arena                   |
| 26 décembre 2008 | Détroit             | États-Unis | Joe Louis Arena                |
| 27 décembre 2009 | Chicago             | États-Unis | United Center                  |
| 28 décembre 2008 | Camden              | États-Unis | Susquehanna Bank Center        |
| 29 décembre 2008 | Greensboro          | États-Unis | Greensboro Coliseum            |
| 30 décembre 2008 | Washington, D.C.    | États-Unis | Verizon Center                 |
| 31 décembre 2008 | Atlanta             | États-Unis | Philips Arena                  |
| 2 janvier 2009   | Charlotte           | États-Unis | Time Warner Cable Arena        |
| 3 janvier 2009   | Hampton             | États-Unis | Hampton Coliseum               |
| 4 janvier 2009   | Cleveland           | États-Unis | Quicken Loans Arena            |
| 8 janvier 2009   | Saint-Louis         | États-Unis | Chaifetz Arena                 |
| 9 janvier 2009   | Kansas City         | États-Unis | Sprint Center                  |
| 11 janvier 2009  | La Nouvelle-Orléans | États-Unis | New Orleans Arena              |
| 14 janvier 2009  | Montréal            | Canada     | Bell Centre                    |
| 15 janvier 2009  | Toronto             | Canada     | Air Canada Centre              |
| January 16, 2009 | Uniondale           | États-Unis | Nassau Coliseum                |
| January 17, 2009 | Hartford            | États-Unis | New England Dodge Music Center |
| January 18, 2009 | Atlantic City       | États-Unis | Boardwalk Hall                 |
| January 19, 2009 | Worcester           | États-Unis | DCU Center                     |
| January 22, 2009 | Calgary             | Canada     | Pengrowth Saddledome           |
| January 24, 2009 | Vancouver           | Canada     | Rogers Arena                   |
| January 25, 2009 | Seattle             | États-Unis | KeyArena                       |
| January 27, 2009 | San Diego           | États-Unis | Cox Arena                      |
| January 28, 2009 | Phoenix             | États-Unis | US Airways Center              |
| March 17, 2009   | Providence          | États-Unis | Dunkin' Donuts Center          |
| March 18, 2009   | Wallingford         | États-Unis | Chevrolet Theatre              |
| March 19, 2009   | Newark              | États-Unis | Prudential Center              |
| March 20, 2009   | Baltimore           | États-Unis | 1st Mariner Arena              |
| March 21, 2009   | Indianapolis        | États-Unis | Conseco Fieldhouse             |
| March 22, 2009   | Memphis             | États-Unis | FedExForum                     |
| March 23, 2009   | San Antonio         | États-Unis | AT&T Center                    |
| March 25, 2009   | Oklahoma City       | États-Unis | Ford Center                    |
| March 28, 2009   | Paradise            | États-Unis | Palms Hotel                    |
| March 29, 2009   | Los Angeles         | États-Unis | Gibson Amphitheatre            |
| March 30, 2009   | Sacramento          | États-Unis | ARCO Arena                     |
| March 31, 2009   | Salt Lake City      | États-Unis | EnergySolutions Arena          |
| April 4, 2009    | Honolulu            | États-Unis | Neal S. Blaisdell Center       |
| April 6, 2009    | Omaha               | États-Unis | Qwest Center Omaha             |
| 10 avril 2009    | Hoffman Estates     | États-Unis | Sears Centre                   |